# 大頭児子と小頭パパ
『大頭児子と小頭パパ』（だいとうじしとしょうとうパパ、中国語: 大头儿子和小头爸爸、拼音: Dàtóu er zi hé xiǎo tóu bàba、Big-Headed Kid and Small-Headed Father）は、鄭春華による中華人民共和国の児童文学、およびそれを原作とするテレビアニメおよび漫画である。

## 概要
1990年に鄭春華により作成された児童文学であり、鄭にとっては本作品が画家として最初に描いたイラストレーションとなった。
1995年より、テレビアニメ第1作が中国中央電視台と上海東方電視台の共同制作により放送された。全156話。
2013年11月28日より、テレビアニメ第2作として『新大頭児子と小頭パパ』（中国語: 新大头儿子和小头爸爸）が中国中央電視台の制作により、同局の子供（少児）チャンネル（CCTV-14）にて放送されている。2014年、「第27回中国電視ゴールデンイーグルアワード」を受賞。また、劇場アニメも公開されている。

## 登場人物
大頭児子（中国語: 大头儿子）
声 - 姚培華（第1作）、劉純燕（第2作）
頭が大きな子供。
小頭パパ（中国語: 小头爸爸）
声 - 符冲（第1作）、董浩（第2作）
頭が小さい、大頭児子の父。子供っぽい心でもある。
エプロンママ（中国語: 围裙妈妈）
声 - 范楚絨（第1作）、鞠萍（第2作）
大頭児子の母。調理技術はとても強い。

## 劇場アニメ
新・大頭児子と小頭パパの秘密の計画（zh: 新大头儿子和小头爸爸之秘密计划）
2014年9月26日公開。
新・大頭児子と小頭パパ2：ある日の才能（中国語: 新大头儿子和小头爸爸2：一日成才）
2016年8月12日公開
新・大頭児子と小頭パパ3：ロシアの冒険（zh: 新大头儿子和小头爸爸3：俄罗斯奇遇记）
2018年7月6日公開。
新・大頭児子と小頭パパ4 〜完璧なパパ〜（zh: 新大头儿子和小头爸爸4：完美爸爸）
2021年7月9日公開。第34回東京国際映画祭で最優秀アニメ賞を受賞した。